# Naissance en 1113
Naissance
- 1109
- 1110
- 1111
- 1112
- 1113
- 1114
- 1115
- 1116
- 1117

Cette page dresse une liste de personnalités nées au cours de l'année 1113 :
- 11 janvier : Wang Chongyang, fondateur du courant taoïste Quanzhen et l’un des Cinq patriarches du Nord (běiwǔzǔ 北五祖).
- 24 août : Geoffroy V d'Anjou (fils de Foulque V, comte d’Anjou et roi de Jérusalem et d’Erembourge de Beaugency, héritière du comté du Maine), futur comte d’Anjou et du Maine, puis duc de Normandie, appelé « Geoffroy le Juste » ou « Geoffroy Plantagenêt », fondateur de la dynastie des Plantagenêts des rois d’Angleterre.

- Đỗ Anh Vũ, fonctionnaire à la cour royale vietnamienne de Lý Anh Tông, empereur de la dynastie Lý.
- Walter de Clifford (en), lord anglo-normand.
- Frederick de Hallum (en), prémontré hollandais.
- Raimond-Bérenger IV de Barcelone, comte de Barcelone, de Gérone, d'Osona et de Cerdagne.
- Shun'e, poète et moine bouddhiste des dernières années de l'époque de Heian.
- Somerled, seigneur de guerre qui s'élève au rang de roi des Îles.

date incertaine (vers 1113)
- Jaufré Rudel, troubadour aquitain de langue d'oc.
- Isaac Comnène, fils de Jean II Comnène et Irène de Hongrie.

## Crédit d'auteurs
- Cet article est partiellement ou en totalité issu de l'article intitulé « 1113 » (voir la liste des auteurs).